# Centralna Komisja Egzaminacyjna
Centralna Komisja Egzaminacyjna (CKE) – polska instytucja mająca na celu przygotowywanie i organizowanie zewnętrznego systemu oceniania (egzamin ósmoklasisty, egzamin maturalny oraz egzamin zawodowy), we współpracy z ośmioma Okręgowymi Komisjami Egzaminacyjnymi. 
Jej główne zadania określa ustawa o systemie oświaty. Nadzór nad działalnością CKE sprawuje minister odpowiedzialny za oświatę. CKE została ustanowiona ustawą z dnia 25 lipca 1998 r. o zmianie ustawy o systemie oświaty (Dz.U. z 1998 r. nr 117, poz. 759).

## Kierownictwo[2]
- Robert Zakrzewski – dyrektor[3]
- Horacy Dębowski – zastępca dyrektora[4]

## Zadania Komisji[5]
- przygotowywanie i ustalanie materiałów egzaminacyjnych, w szczególności zadań i arkuszy egzaminacyjnych do przeprowadzania egzaminów zewnętrznych
- przygotowywanie i ustalanie zasad oceniania rozwiązań zadań egzaminacyjnych
- opracowywanie i ogłaszanie w Biuletynie Informacji Publicznej na stronie Centralnej Komisji Egzaminacyjnej informatorów dot. egzaminów zewnętrznych
- organizowanie druku i dystrybucji materiałów egzaminacyjnych
- analizowanie wyników egzaminów zewnętrznych
- składanie ministrowi właściwemu do spraw oświaty i wychowania corocznych sprawozdań dotyczących wyników egzaminów zewnętrznych
- przygotowywanie, we współpracy z okręgowymi komisjami egzaminacyjnymi, materiałów szkoleniowych dla kandydatów na egzaminatorów i egzaminatorów
- współpraca z instytucjami krajowymi i zagranicznymi w zakresie egzaminowania
- inicjowanie lub organizowanie badań i analiz oraz opracowywanie nowych rozwiązań w zakresie egzaminowania
- realizowanie porozumień międzynarodowych i międzyresortowych w zakresie przeprowadzania egzaminów zewnętrznych
- ogłaszanie każdego roku w Biuletynie Informacji Publicznej na stronie Centralnej Komisji Egzaminacyjnej:
  - komunikatu w sprawie harmonogramu przeprowadzania egzaminów zewnętrznych
  - komunikatu w sprawie materiałów i przyborów pomocniczych, z których można korzystać na egzaminach zewnętrznych
  - komunikatu w sprawie szczegółowych sposobów dostosowania warunków i form przeprowadzania egzaminów zewnętrznych
  - informacji o sposobie organizacji i przeprowadzania egzaminów zewnętrznych

## Struktura
Strukturę organizacyjną CKE tworzą wydziały i samodzielne stanowiska pracy (są one bezpośrednio podporządkowane Dyrektorowi CKE), a także zespoły.

### Wydziały
- Wydział Egzaminów z Przedmiotów Kształcenia Ogólnego
- Wydział Egzaminów z Języków Obcych
- Wydział Egzaminów Zawodowych
- Wydział Analiz Wyników Egzaminacyjnych
- Wydział Finansowo-Księgowy
- Wydział Administracyjno-Gospodarczy
- Zespół ds. Projektów Współfinansowanych z Europejskiego Funduszu Społecznego
- Zespół ds. Projektu „Ocenianie na ekranie” Współfinansowany z Programu Operacyjnego Polska Cyfrowa
- Zespół Obsługi Informatycznej

### Stanowiska samodzielne
- Samodzielne Stanowisko ds. Procedur Egzaminacyjnych, Druku i Dystrybucji
- Audytor wewnętrzny
- Samodzielne Stanowisko ds. BHP

## Lista dyrektorów
- Artur Gałęski – od maja do grudnia 2013 (od lipca 2011 jako p.o.)[6]
- Marcin Smolik – od 22 lipca 2014 do 9 sierpnia 2024 (od grudnia 2013 jako p.o.)[7]
- Horacy Dębowski – od 9 sierpnia 2024 do 13 września 2024, jako p.o.
- Robert Zakrzewski – od 13 września 2024